# بانا نايك
بانا نايك (بالإنجليزية: Panna Naik) (28 ديسمبر 1933، مومباي في الهند)؛ كاتِبة، أمينة مكتبة وشاعرة هندية-أمريكية.